# داویده کاساروتو
داویده کاساروتو (ایتالیایی: Davide Casarotto؛ زادهٔ ۱۹ ژوئیهٔ ۱۹۷۱ ‏(۵۳ سال)) دوچرخه‌سوار اهل ایتالیا است.